# Haliporoides triarthrus
Haliporoides triarthrus är en kräftdjursart som beskrevs av Stebbing 1914. Haliporoides triarthrus ingår i släktet Haliporoides och familjen Solenoceridae.

## Underarter
Arten delas in i följande underarter:
- H. t. triarthrus
- H. t. vniroi